# Caterpillar Burnie International 2018
Das Caterpillar Burnie International 2018 war ein Tennisturnier des ITF Women’s Circuit 2018 für Damen und ein Tennisturnier der ATP Challenger Tour 2018 für Herren in Burnie. Die Turniere fanden parallel vom 29. Januar bis 4. Februar 2018 statt.